# دانشگاه هایکازیان

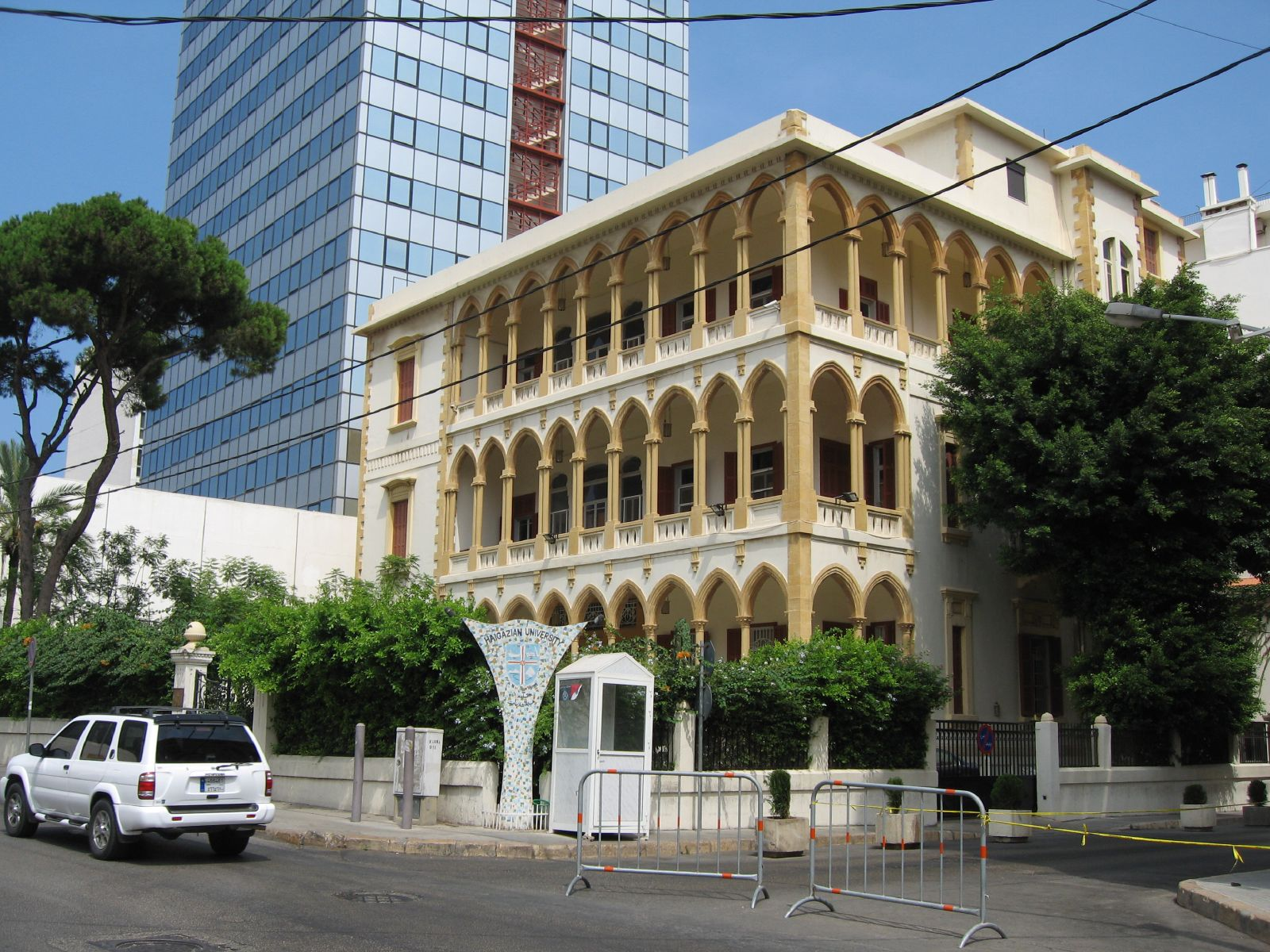

دانشگاه هایکازیان (ارمنی: Հայկազեան Համալսարան Mayr Hayastan; [undefined] Error: {{Lang-xx}}: فاقد متن (راهنما)) یک مؤسسه آموزش عالی که در سال ۱۹۵۵ میلادی در بیروت، لبنان تأسیس شده است.
این دانشگاه خصوصی به افتخار آرمناک هایکازیان نامگذاری شده است.
این مؤسسه بین سال‌های ۱۹۵۵ تا ۱۹۹۲ میلادی با عنوان «کالج هایکازیان» شناخته می‌شد.